# لاري تشارلز
لاري تشارلز (بالإنجليزية: Larry Charles)‏ (و. 1956  م) هو مخرج أفلام، وكاتب سيناريو أمريكي، ولد في بروكلين.

## التعليم
تعلم في John Dewey High School ‏.

## وصلات خارجية
- لاري تشارلز على موقع IMDb (الإنجليزية)
- لاري تشارلز على موقع ألو سيني (الفرنسية)
- لاري تشارلز على موقع أول موفي (الإنجليزية)
- لاري تشارلز على موقع بوكس أوفيس موجو (الإنجليزية)
- لاري تشارلز على موقع قاعدة بيانات الأفلام السويدية (السويدية)
- لاري تشارلز على موقع إن إن دي بي (الإنجليزية)
- لاري تشارلز على موقع قاعدة بيانات الفيلم (الإنجليزية)
- لاري تشارلز على موقع كينوبويسك (الروسية)